# هازاما میتسواوکی
هازاما میتسواوکی، جونجیرو (به ژاپنی: 間十次郎); ۱ ژانویهٔ ۱۶۷۸ – ۲۰ مارس ۱۷۰۳) سامورایی و یکی از چهل و هفت رونین بود. او در قلمروی آکو متولد شد.

## نقش در حمله آکو
هازاما میتسواوکی به همراه پدر هازاما میتسونوبو و برادر کوچکترش هازاما میتسوکازه به جوخه انتقام اُوایشی یُوشیئو پیوست که به دنبال کشتن کیرا بودند. پس از حمله به عمارت کیرا یوشیناکا، تاکاشیگه به خانه یوشیناکا نفوذ کرد. یکی دیگر از رونین‌ها تاکه‌بایاشی تاکاشیگه در یک انباری یک مرد با موی سفید را پیدا کرد که پنهان شده بود هنگامیکه او را با نیزه زد او مقاومت کرده دست به شمشیر کوتاه خود برد در همین زمان هازاما میتسواوکی سر او را گرفت و از تن جدا کرد. آنها جای زخم روی شانه این مرد را به عنوان زخمی که توسط اربابشان ناگانوری به جا مانده‌است شناسایی کردند. هازاما میتسواوکی و دیگر رونین‌ها سر بریده او را در مقابل مقبره آسانو ناگانوری قرار دادند تا موفقیت خود را به ارباب خود اعلام کنند.
از سوی دیگر از سوی محقق میازاوا سی‌ایچی عنوان می‌شود که نامه ای از فووا ماساتانه باقی مانده که نوشته «تاکه‌بایاشی تاکاشیگه و هازاما میتسواوکی و دیگران کیرا را بدون اینکه مقاومتی کرده باشد توسط ضرب و جرح کشتند.» احتمال می‌رود که به خاطر اینکه ثبت این بی‌رحمی برای آینده باقی نماند در ثبت وقایع جرح و تعدیل صورت گرفته باشد.
تاکاشیگه در سال ۱۷۰۳ حکم سپپوکو را دریافت کرد. وی هنگام مرگ ۲۶ ساله بود.